# André Isoir
André Isoir, né à Saint-Dizier le 20 juillet 1935 et mort le 20 juillet 2016 à Longpont-sur-Orge, est un organiste et professeur français.

## Biographie
André Isoir reçoit l’enseignement d’Édouard Souberbielle (classe d’orgue) à l’École César-Franck et de Germaine Mounier (classe de piano). Au Conservatoire de Paris, il est l’élève de Rolande Falcinelli et en 1960, remporte à l’unanimité les premiers prix d’orgue et d’improvisation.
Par la suite, il remporta plusieurs concours d’orgue internationaux : en 1965 à St Albans (Grande-Bretagne), et les trois années suivantes à Haarlem (Pays-Bas), méritant ainsi le « Prix du Challenge ». Il est le seul interprète français à avoir obtenu cette distinction depuis la création du concours en 1951.
Maître de chapelle et titulaire du grand-orgue à l’Église Saint-Médard de Paris de 1952 à 1967, André Isoir devient cotitulaire de la tribune de l'Église Saint-Séverin en 1967. En 1973, il est nommé titulaire du grand-orgue de l’Abbaye de Saint-Germain-des-Prés.
En 1974, André Isoir est chargé de l’enseignement de l’orgue au conservatoire d'Orsay, promu en 1977 au rang d’École nationale de musique. Il devient professeur titulaire en janvier 1978 et reste à Orsay jusqu’en 1983, date à laquelle il est nommé au Conservatoire national de région de Boulogne-Billancourt où il enseigne l’orgue jusqu’en 1994.
André Isoir a enregistré une soixantaine de disques, ce qui lui a valu d'obtenir le Grand Prix du Disque en 1972, 73, 74, 75, 77, 80, 89 et 91 ainsi que le prix du « Président de la République » pour Le Livre d'or de l’orgue français. Il s'est vu décerner en février 1974 le prix de composition des Amis de l’Orgue pour ses Variations sur un psaume huguenot. Il a notamment publié un enregistrement de l’intégrale des œuvres pour orgue de Bach, qui demeure une référence. Ses enregistrements des œuvres de César Franck sur l’orgue de la cathédrale de Luçon furent également particulièrement remarqués, de même que son enregistrement de la Troisième symphonie de Saint-Saëns, pour orgue et orchestre, sous la direction de Jean-Paul Penin, sur l'orgue Cavaillé-Coll de Saint-Dizier (1999). Jean Langlais lui a dédié Plein Jeu, op. 176 (1973). Lors de ses très nombreux concerts, il tient également à jouer, aux côtés des compositeurs connus tels que Bach, Franck ou Marchand, des compositeurs plus confidentiels tels que Lefébure-Wély, Adrien Rougier, Gabriel Pierné ou Pierre Camonin.
André Isoir complète sa culture musicale par une connaissance approfondie de la facture instrumentale ; celle-ci contribuant, selon lui, à une meilleure approche des différents styles musicaux tant au point de vue de la technique qu’à celui de la registration.
André Isoir a créé en 1987 le Trio Alborada avec Didier Magne et Patrick Guillem. Cette formation unique a su approfondir durant plus de vingt ans des œuvres rares de compositeurs célèbres. 

### Mort
André Isoir meurt le 20 juillet 2016, jour de son 81e anniversaire,.

## Élèves notables
Parmi ses nombreux élèves, notons : Michel Bouvard, Jean Boyer, Frédéric Desenclos, François Espinasse, Jean-Louis Gil, Emmanuelle Haïm, Pascale Rouet,, Liuwe Tamminga, Erwan le Prado.

## Distinctions  et récompenses
- Chevalier de l'ordre des Arts et des Lettres
- Chevalier de l'ordre national du Mérite
- Meilleur soliste instrumental de l’année aux deuxièmes Victoires de la musique
- « Choc de l’année 2000 » du magazine Le Monde de la musique pour son interprétation de L'Art de la fugue de Jean-Sébastien Bach

## Discographie (sélection)
- Jehan Alain, Suite pour orgue, Variations sur un thème de Janequin, Litanies - orgue Isnard Cavaillé-Coll de l'église Saint-Salomon-Saint-Gregoire de Phithiviers (1976, Calliope) (OCLC 660089377)
- Jean-Sébastien Bach, L'Art de la fugue BWV 1080 - orgue de Saint-Cyprien-en-Périgord (1982, Calliope / La Dolce Volta, 2015) (OCLC 492997718 et 923821574)
- Jean-Sébastien Bach, Intégrale de l'œuvre pour orgue (1975 à 1991, 15 CD Calliope / La Dolce Volta, 2014) (OCLC 896469708)
- Jean-Sébastien Bach, L'Orgue concertant : Sinfonia, sonates et concertos (1979, 1988 et 1993, 3 CD Calliope / La Dolce Volta, 2013)[8]
- François Couperin, Intégrale de l'œuvre d'orgue (1973, Calliope)[9]
- César Franck, L'Œuvre d'orgue - orgue Cavaillé-Coll de Luçon (1975, 2 CD Calliope)[10] (OCLC 742922119)
- L'Orgue français à la Renaissance : œuvres de Gervaise, de Janequin, de Francisque, de Sandrin, d'Attaignant, de Costeley, de Guillet, de Le Jeune, de Racquet, de Richard, de Thomein, de La Barre, de Du Mont, de Roberday et œuvres anonymes - orgue Jean-Georges Koenig du Bon-Pasteur d'Angers (1973, Arpèges / Calliope 2004) (OCLC 660091581)
- L'Orgue français au Grand Siècle : œuvres de Raison, de Boyvin et de Nivers - orgue de Saint-Jacques de Compiègne (1971, Calliope) (OCLC 718649627)
- L'Orgue français à la Révolution : œuvres de Lasceux, de Balbastre, de Séjan, de Corrette, de Calvière et de Moyreau - orgue François-Henri Clicquot de la cathédrale Saint-Pierre de Poitiers (1972)
- L'Orgue au Second Empire : œuvres de Ferlus, de Lefébure-Wély, de Lebeau, de Benoist, de Lemmens, de Boëly, de Ponsan, de Batiste, de Franck, d'Hocmelle, de Dubois et de Donizetti  - orgue de l'église Saint-Antoine de Compiègne (1996, Arpèges / Calliope 2004)  (OCLC 937721000)
- L'Orgue romantique : œuvres de Boëly, de Lefébure-Wély, de Guilmant et de Pierné - orgues Cavaillé-Coll de Luçon et de Pithiviers (OCLC 239628760 et 937733062)
- L'Orgue symphonique : œuvres de Boëllmann, de Gigout, de Vierne, d'Huré et de Tournemire... - orgue de l'église Saint-Salomon Saint-Grégoire de Pithiviers (mai 1976) (OCLC 23076957)
- Alborada  : œuvres pour orgue et guitares de Alain, Bartòk, Couperin, Granados, Soler, Stravinski, Sweelinck,  avec Patrick Guillem et Didier Magne, chapelle de Flainville 2005  (disque Calliope CAL9749)
- Le Livre d'or de l'orgue français (1972–1976, 6 CD [coffret d'abord paru sous le titre Le Siècle d'or de l'orgue français, même programme dans un ordre différent] Calliope, 1998 / La Dolce Volta, 2013) :
  - Louis-Nicolas Clérambault, les deux suites, avec des œuvres de  Du Mage, de Corrette et de Dandrieu - orgue Alfred Kern de Saint-Séverin (1974) (OCLC 743099575)
  - François Couperin, Messe pour les couvents, avec des œuvres de Titelouze - orgue Jean-Georges Koenig de Sarre-Union (enregistré en 1973, Arpèges, 1989 / Calliope, 1996) (OCLC 893614873)
  - François Couperin, Messe des paroisses, avec des œuvres de Jullien, de Louis Couperin* et de d'Anglebert - orgues de Saint-Germain-des-Prés et du Bon-Pasteur* à Angers (enregistré en 1973, Arpèges, 1973 / Calliope, 1996) (OCLC 304533652)
  - Nicolas de Grigny, Messe pour orgue, avec des œuvres de Lebègue - orgue François-Henri Clicquot de la cathédrale Saint-Pierre de Poitiers (enregistré en 1972, Arpège / Calliope, 1989) (OCLC 35556817)
  - Nicolas de Grigny, Premier livre d'orgue contenant une messe et les hymnes des principales fêtes de l'année, motets "O salutaris hostia" H.261, de Marc-Antoine Charpentier et "Domine salvum fac regem" de Jean-Baptiste Lully, Ensemble vocal Sagitarius, Delphine Collot, Emmanuelle Gal, Françoise Masset - orgue historique de Saint-Michel en Thiérache (enregistrement du 7 au 9 octobre 1992) . 2 CD Erato Musifrance Radio France 1993 (4509-91722-2)
  - Nicolas de Grigny, les Cinq Hymnes, avec des œuvres de Marchand - orgue Isnard de Saint-Maximin-de-Provence (enregistré en 1972, Arpège / Calliope, 1996) (OCLC 743066081)
  - Jean-Adam Guilain, l'œuvre d'orgue (suites des quatre premiers tons) - orgue Louis-Alexandre Cliquot de Houdan (enregistré en 1974, Arpège / Calliope, 1998) (OCLC 658922798)